# 비짐 히카예
《비짐 히카예》(튀르키예어: Bizim Hikaye)는 2017년 방영된 터키의 텔레비전 드라마이다. 지난 영국의 드라마 《셰임리스》을 원작으로 한 작품이다.